# The Three Words to Remember in Dealing with the End
The Three Words to Remember In Dealing With the End es el primer EP de la banda estadounidense de pop punk All Time Low, lanzado en 2004 por la discografía Emerald Moon Records. El EP ya no se puede comprar en las tiendas, ni tampoco se puede obtener de manera digital.

## Título
Alex Gaskarth afirmó que el título «The Three Words To Remember In Dealing With The End» hace referencia a las palabras «All Time Low» y «I Love You».
Todas las canciones fueron escritas y compuestas por All Time Low.
| N.º | Título                                                   | Duración |  |
| 1.  | «Hit the Lights (Tribute to a Night, I'll Never Forget)» | 3:34     |  |
| 2.  | «The Next Best Thing»                                    | 3:23     |  |
| 3.  | «Last Flight Home»                                       | 3:23     |  |
| 4.  | «Memories That Fade Like Photographs»                    | 4:38     |  |

## Créditos
- Alex Gaskarth: voz, guitarra rítmica.
- Jack Barakat: guitarra líder.
- Zack Merrick: bajo, coro.
- Rian Dawson: batería, percusión.
- Matt Flyzik: coro en la canción «Memories That Fade Like Photographs».